# Palaiologos

Palaiologos (Palaeologerna) var en bysantinsk ätt, som tillhörde de godsägarsläkter, som från 1000-talet bildade den mäktiga feodaladeln i Mindre Asien. Till politiskt inflytande nådde Palaiologos med Georgios Palaiologos, som understödde Alexios I Komnenos vid hans tronbestigning 1081. Ett århundrade senare gifte Alexios III Angelos bort sin dotter med en Palaiologos som var tillämnad som tronföljare, men fjärde korståget omintetgjorde denna plan. Dessas dotter blev gift med Andronikos Palaiologos, högste befälhavare under den Nicaeanske kejsaren Johannes III Ducas Vatatzes under hans fälttåg mot Salonika och Bulgarien och därefter i Salonika ståthållare över Nicaeas europeiska besittningar. 
Andronikos son, Mikael VIII Palaiologos med tillnamnet "Dubbelpaleologen" på grund av sin dubbla härstamning från Palaeologerna, blev stamfar för den sista bysantinska kejsarätten med de följande kejsarna Andronikos II, Andronikos III Palaiologos, Mikael IX Palaiologos, Andronicos III, Johannes V Palaiologos, Andronicos IV, Johannes VII Palaiologos, Manuel II Palaiologos, Johannes VIII Palaiologos och Konstantin XI.
Efter Konstantinopels fall överlevde det paleologiska despotatet i Mistra ännu några år. Despoterna, Demetrios Palaiologos och Thomas Palaiologos försvagade dock sina krafter genom inbördes strider. Den turkiske segraren Mehmet II tog Demetrios dotter till äkta och Demetrios dog i kloster. Thomas flydde till Rom. Hans dotter Sofia gifte sig med Ivan III av Moskva, som härigenom ansåg sig kunna göra anspråk på bysantinska tronen. Sonen Andreas sålde till kungarna av Aragonien och Frankrike sin ärvda kejsartitel och förkom i elände. Andre sonen Manuel, återvände till Konstantinopel. Hans son blev muhammedansk slav.
De nu levande bärarna av namnet Paléologue torde inte härstamma från den bysantinska ätten även som så gjorts gällande.